# Seker-her
Sekher-her (fl. XVII secolo a.C.) è stato un sovrano egizio appartenente alla XV dinastia.

## Biografia
L'esistenza di questo sovrano è stata documentata dal recente ritrovamento, a Tell el-Dab'a, di uno stipite di porta recante la titolatura quasi completa.

## Titolatura
| G5 |

| G5 |

| G16 |

| G16 |

| T10 · T10 · T10 |

| T10 · T10 · T10 |

| G8 |

| G8 |

| D4 | U30 | t | G1 · N38 | Z9 · f |

| D4 | U30 | t | G1 · N38 | Z9 · f |

| S38 | N29 · N25 · Z2 |

| S38 | N29 · N25 · Z2 |

| O34 · V31 · r | O4 · r |

| O34 · V31 · r | O4 · r |

| O34 · V31 · r | O4 · r |

| O34 · V31 · r | O4 · r |

| O34 · V31 · r | O4 · r |

| O34 · V31 · r | O4 · r |

| O34 · V31 · r | O4 · r |

| O34 · V31 · r | O4 · r |

Si noti la sostituzione del titolo Nesut bity,  Colui che regna sul giunco e sull ape (re dall'Alto e Basso Egitto), con heka kaset -  capitano (governante) di un paese straniero.
La posizione di questo sovrano nella sequenza della dinastia non è ancora del tutto sicura.

## Cronologia
| Periodo                    | Dinastia | Anni di regno                   |
| Secondo periodo intermedio | XV       | dopo il 1635 a.C. (?) ± 50 anni |

| predecessore: Sheshi | Governante di un paese straniero | successore: Meruserra |

| Dinastie contemporanee | Capitale |
| XIV                    | Xois     |
| XVI                    | varie    |
| XVII                   | Tebe     |